# Chengde
Chengde, abans coneguda com Jehol i Rehe, és una ciutat a nivell de prefectura de la província de Hebei, a la República Popular de la Xina. Està situada a uns 225 km al nord-est de Pequín. És coneguda sobretot per la residència de muntanya de Chengde, un extens jardí imperial i palau utilitzat antigament pels emperadors Qing com a residència d'estiu. La població resident permanent era aproximadament de 3.473.200 habitants el 2017.

## Història
L'any 1703 Chengde va ser escollida per l'emperador Kangxi com a ubicació per a la seva residència d'estiu. Construïda al llarg del segle XVIII, la residència de muntanya va ser utilitzada pels emperadors Yongzheng i Qianlong. Actualment el lloc és Patrimoni de la Humanitat per la UNESCO. Com que la seu del govern seguia l'emperador, Chengde va ser un centre polític de l'imperi xinès durant aquests temps.

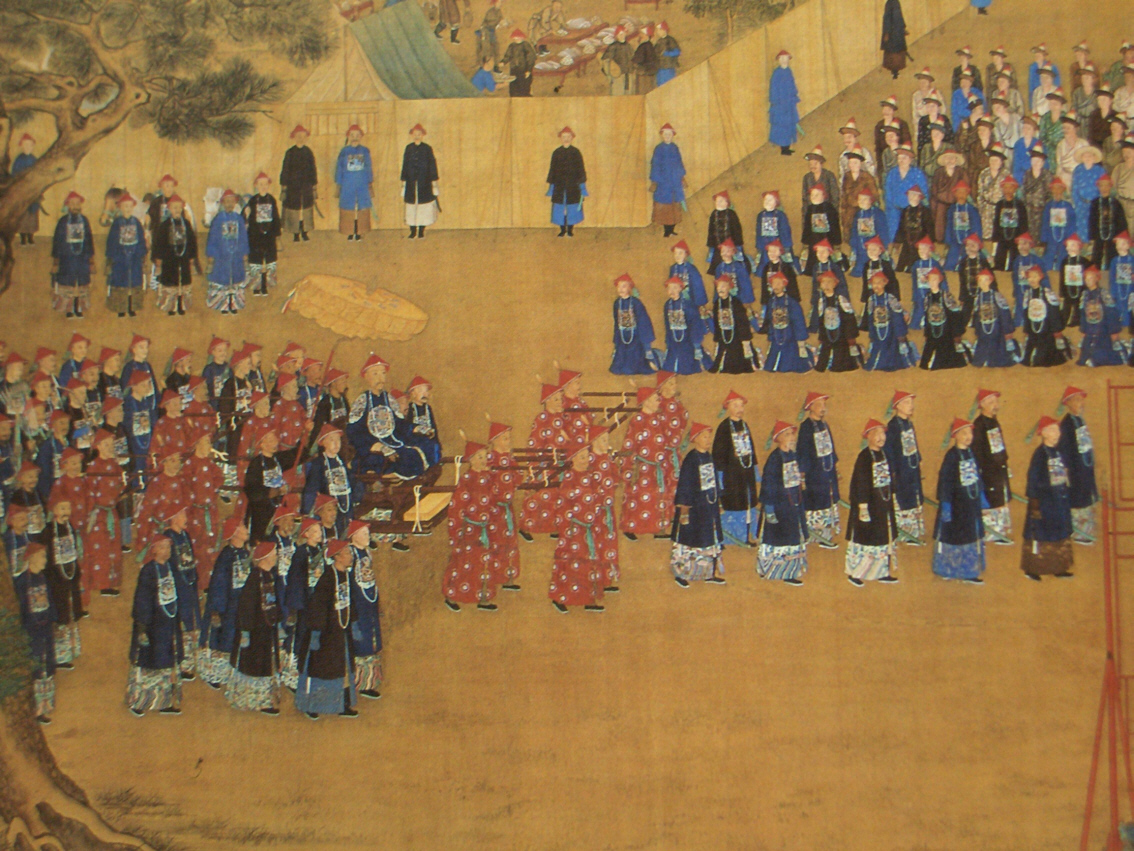
L'emperador Qianlong (r. 1735−1796) de gira per Chengde.

La ciutat de Jehol, una romanització primerenca de Rehe mitjançant la transcripció francesa del sufix nord ér com a eul , va assolir el seu apogeu sota l'emperador Qianlong (1735-1796, mort el 1799). El gran temple Putuo Zongcheng, basat lliurement en el Potala de Lhasa, es va completar després de només quatre anys de treball el 1771. Estava decorat amb molt d'or. Al mateix temple hi havia una estàtua de bronze daurat de Tsongkhapa, el reformador de l'escola budista Gelug.
Durant la República de la Xina (1912–1949), Chengde era la capital de la província de Rehe. De 1933 a 1945 la ciutat va estar sota control japonès com a part de l'estat titella manxúria conegut com a Manxukuo. Després de la Segona Guerra Mundial, el govern del Kuomintang va recuperar la jurisdicció. El 1948, l'Exèrcit Popular d'Alliberament va prendre el control de Chengde. Continuaria sent una part de Rehe fins al 1955, quan la província va ser abolida i la ciutat es va incorporar a Hebei.
La ciutat alberga grans poblacions de minories ètniques, en particular mongols i manxús.

## Geografia

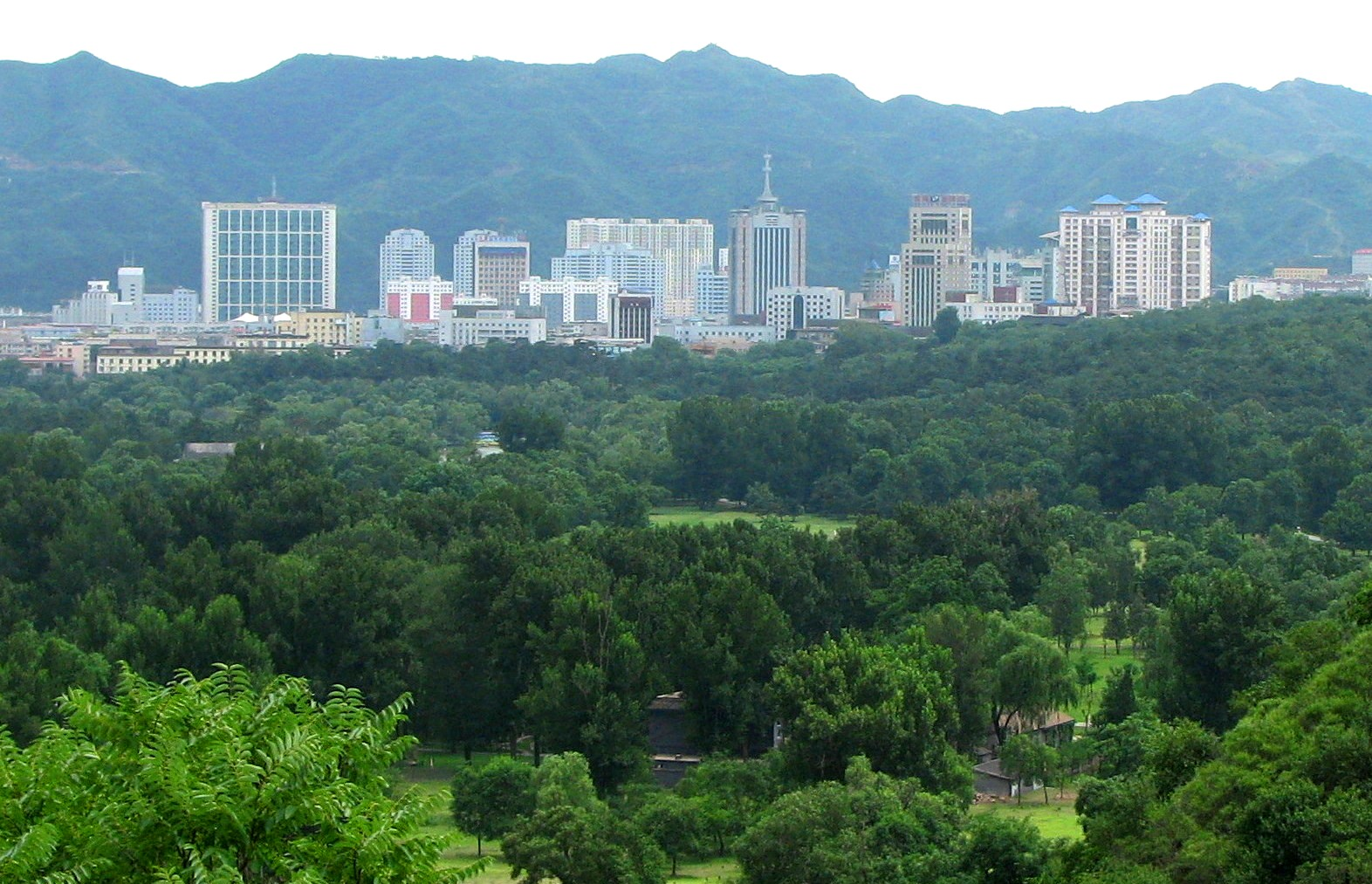
Vista de Chengde des de la residència de muntanya.

Chengde es troba a la part nord-est d'Hebei, amb una latitud 40° 12'-42° 37' N i una longitud 115° 54'-119° 15' E, i conté el punt més septentrional de la província. Limita amb Mongòlia Interior, Liaoning, Pequín i Tianjin. Les ciutats provincials veïnes a nivell de prefectura són Qinhuangdao i Tangshan al golf de Bohai, i Zhangjiakou, sense sortida al mar. A causa de la seva frontera amb Liaoning, sovint es considera una part tant de les regions del nord com del nord-est de la Xina. De nord a sud, la prefectura s'estén 269 quilòmetres, i d'oest a est 280 quilòmetres, amb una superfície total de 39.702,4 quilòmetres quadrats, ocupant així el 21,2% de la superfície total de la provincia. És la prefectura amb major superfície de la província, tot i que com que la major part del seu terreny és muntanyós, la seva densitat de població és baixa.
El Jehol o Rehe ("Riu calent"), que va donar el seu nom antic a Chengde, es va anomenar així perquè no es congelava a l'hivern. Bona part dels trams de l'antic curs del riu estan ara secs a causa de les preses modernes.

### Clima
Chengde té un clima continental humit de quatre estacions, influït pel monsó (Köppen Dwa), amb condicions molt variables a la prefectura a causa de la seva extensió: els hiverns són moderadament llargs, freds i ventosos, però secs, i els estius són calorosos i humits. A prop de la ciutat, però, les temperatures són molt més fresques que a Pequín, a causa de la major elevació: la temperatura mitjana mensual de 24 hores oscil·la entre -9,3 °C al gener i 24,2 °C al juliol, i la mitjana anual és de 8,93 °C. L'escalfament de la primavera és ràpid, però les tempestes de pols poden bufar des de l'estepa mongol; el refredament de la tardor és igualment ràpid. Les precipitacions mitjanes són d'uns 504 mil·límetres anuals, amb més de dos terços caiguts durant els tres mesos d'estiu. Amb un percentatge mensual de sol possible que va del 50% al juliol al 69% a l'octubre, la ciutat rep 2.746 hores de sol anuals.